# Монта-Рока-Фава (Ђенова)
Монта-Рока-Фава је насеље у Италији у округу Ђенова, региону Лигурија.
Према процени из 2011. у насељу је живело 17 становника. Насеље се налази на надморској висини од 405 м.